# Offshore-Windpark Gemini

Lage in der südlichen Nordsee

Gemini ist der Name einer Ansammlung von Offshore-Windparks (OWP) in der niederländischen ausschließlichen Wirtschaftszone in der südlichen Nordsee. Die ersten beiden – seit April 2017 – in Betrieb stehenden OWPs mit den Namen ZeeEnergie und BuitenGaats verfügen über jeweils 75 Windkraftanlagen des Typs Siemens SWT-4.0-130.
Bei den Gemini-Windparks zusammen wird mit einem Regelarbeitsvermögen von 2,6 Mrd. kWh elektrischer Energie pro Jahr gerechnet, was dem Stromverbrauch von ca. 785.000 Haushalten entspricht. Mit einer Gesamtleistung von 600 MW wird er einer der größten Offshore-Windparks der Welt.
Eigner ist ein Konsortium mehrerer Firmen unter Führung des kanadischen Unternehmens Northland Power, das 60 % der Anteile hält und auch für den Betrieb zuständig ist.

## Lage
Gemini erstreckt sich über eine Gesamtgröße von 68 km² und befindet sich etwa 85 Kilometer nördlich der Küste der Provinz Groningen im Osten der niederländischen ausschließlichen Wirtschaftszone in der Nordsee. Die durchschnittliche Windgeschwindigkeit beträgt hier 36 km/h bzw. 10 m/s, womit der Standort zu den windreichsten vor der niederländischen Küste zählt. Die Wassertiefen liegen zwischen 28 und 36 Metern.

## Technik
Bei den beiden Teilflächen BuitenGaats und ZeeEnergie kommen jeweils 75 Windenergieanlagen (WEA) zum Einsatz. Diese 150 Anlagen von Siemens Wind Power sind vom Typ SWT 4.0-130 mit einer Nennleistung von 4 MW, einem Rotordurchmesser von 130 Metern sowie einer Nabenhöhe von 88,5 Metern, die Gesamthöhe der Anlagen bis zur Rotorspitze beträgt rund 154 Meter. Als Gründung werden Monopiles verwendet, die je nach Standort der jeweiligen Turbine eine Länge von 59 bis 73 Metern aufweisen. Neben dem Bau der WEA wurde auch die Installation sowie die Inbetriebnahme von Siemens durchgeführt. Zudem wird Siemens die Anlagen für zunächst 15 Jahre warten.
Bei der Innerpark-Verkabelung werden Seekabel mit einer Spannung von 33 kV verwendet. Auf jeweils einer Umspannplattform, die auf Jacket-Fundamenten ruht, wird die Spannung auf 220 kV transformiert, mit der die beiden Exportkabel zum Land nach Eemshaven betrieben werden. Jedes dieser Kabel, die statt Kupfer einen Aluminiumkern besitzen, ist rund 120 km lang und auf eine maximale Übertragungsleistung von 75 % der Gesamtleistung des Windparks ausgelegt, um auch bei Ausfall eines Kabels die Abregelung von Anlagen gering zu halten. Mit den Exportkabeln wird die gesammelte Energie zum Umspannwerk in Eemshaven geleitet, wo sie in das öffentliche 380-kV-Übertragungsnetz eingespeist wird.

## Bauverlauf
Die Bauarbeiten begannen im Juli 2015 auf den Teilflächen „ZeeEnergie“ und „Buitengaats“ mit der Installation des ersten Fundaments. Im Oktober 2015 wurde das letzte Fundament installiert. Anschließend begann die Aufstellung der Windenergieanlagen. Installiert wurden die Anlagen von verschiedenen Errichterschiffen und Kabellegern, darunter die 2014 in Betrieb genommene Aeolus. Ende Februar 2016 speiste die erste Turbine elektrische Energie ins Netz ein. Ende August 2016 wurde die letzte Windkraftanlage der Teilfläche installiert. Die letzte Turbine wurde im Oktober 2016 in Betrieb genommen, die vollständige Inbetriebnahme des Windparks fand im April 2017 statt. Die Baukosten wurden zunächst mit 2,8 Mrd. Euro veranschlagt, blieb allerdings letztendlich unterhalb dieses Wertes.

## Betrieb
Northland Power nutzt ein Gelände in Eemshaven als Wartungs- und Servicestützpunkt.